# التون اربیا
التون اربیا (انگلیسی: Élton Arábia؛ زادهٔ ۷ آوریل ۱۹۸۶) بازیکن فوتبال اهل برزیل است.
از باشگاه‌هایی که در آن بازی کرده‌است می‌توان به باشگاه فوتبال الوصل امارات، باشگاه فوتبال استوا بخارست، باشگاه فرهنگی ورزشی دبی، باشگاه ورزشی فورتالزا، باشگاه فوتبال الفتح عربستان سعودی، باشگاه فوتبال النصر عربستان سعودی، باشگاه ورزشی الریان، و باشگاه فوتبال کورینتیانس اشاره کرد.